# متلازمة واجر
متلازمة واجر (بالإنجليزية: WAGR syndrome)‏ (والمعروفة أيضا بـمتلازمة ورم ويلمز وغياب القزحية) هي متلازمة وراثية نادرة يكون فيها الأطفال المصابون عرضة لتطوير ورم ويلمز (ورم في الكليتين) (Wilms tumour)، وغياب القزحية (غياب الجزء الملون من العين) (Aniridia)، وشذوذ الجهاز البولي التناسلي (Genitourinary anomalies)، والتخلف العقلي (mental Retardation)، وأحيانًا يرمز الحرف G لـ"gonadoblastoma" أي ورم أرومي غدي تناسلي، حيث يمكن أن تشمل الحالات الشاذة التناسلية أورام الغدد التناسلية (الخصيتين أو المبيضين).
وتُظهِر مجموعة فرعية من مرضى متلازمة واجر بدانة شديدة في مرحلة الطفولة؛ فتم استخدام المختصر WAGRO (حيث يشير حرف O لكلمة obesity بمعنى سِمنة) لوصف هذه الفئة.
وتم وصف الحالة لأول مرة من قِبَل ميلر وآخرون في عام 1964 مع ارتباطها بالتشوهات الخلقية الأخرى، حيث تنتج عن حدوث حذف على الكروموسوم 11، مما أدى إلى فقدان العديد من الجينات.
ومن الممكن لأولئك الذين يعانون من متلازمة واجر تطوير ورم ويلمز، وهو نوع نادر من سرطان الكلى.

## أعراض وعلامات
سرعان ما يلاحظ أن الأطفال حديثي الولادة المصابين بمتلازمة واجر مصابون بانعدام القزحية، وقد تزداد الشكوك الإكلينيكية في المتلازمة مع وجود تشوهات أخرى في الأعضاء التناسلية، على الرغم من عدم وجود الشذوذات التناسلية البولية دائمًا، خاصة عند الفتيات.
وفي الأطفال الأكبر سنًا، يمكن إجراء التشخيص السريري للمتلازمة عند وجود غياب القزحية مع أحد الميزات الأخرى. وفي حين أنه من النادر عدم حدوث غياب القزحية في متلازمة واجر، تم الإبلاغ عن الحالات بدونها، والتحليل الكروموسومي ضروري للتشخيص النهائي. وتشمل عيوب العين الشائعة الأخرى الساد، وتدلي الجفون، ويصاب حوالي 50 ٪ من الناس بورم ويلمز.

## آلية حدوث المرض
تحدث متلازمة واجر بسبب طفرة في الكروموسوم 11 في المنطقة 11p13، حيث يتم حذف العديد من الجينات في تلك المنطقة، بما في ذلك الجين PAX6 الخاص بنمو العين وجين بروتين ورم ويلمز (WT1)، وقد تسبب أيضا تشوهات بروتين ورم ويلمز تشوهات في الجهاز البولي التناسلي. وقد تبين مؤخرا أن الطفرات في الجين PAX6 لا تسبب تشوهات في العين فقط، ولكن أيضا مشاكل في الدماغ والبنكرياس.
وتم اقتراح جين عامل التغذية العصبية المستمد من الدماغ (BDNF) الموجود في المنطقة 11p14.1 كجين للسمنة والأكل المفرط في مجموعة فرعية من المرضى.

## التشخيص
يتم تشخيص متلازمة واجر من خلال:
- الاختبارات المعملية، مثل:
  - نيتروجين يوريا الدم، ومستوى الكرياتينين في الدم
  - عد دموي شامل
  - قياس مستوى الكالسيوم في الدم
  - الفحص الجيني الخلوي؛ لتأكيد التشخيص

- التصوير التشخيصي الطبي، مثل:
  - التصوير بالموجات فوق الصوتية: هو الاختيار الأمثل لتأكيد تشخيص وجود مرض كلوي في فترة حديثي الولادة.
  - الأشعة الصدرية خاصة بعد تشخيص ورم ويلمز

- الفحص المجهري لخزعة من الكلية

## العلاج
يتلقى الأطفال المصابون بمتلازمة واجر ترصدًا منتظمًا (3-4 مرات سنوياً) لورم ويلمز حتى عمر 6 إلى 8 سنوات على الأقل، ويخضعون للمتابعة بعد ذلك؛ بسبب خطر اعتلال الكلية المتأخر (الذي يحدث في 40٪ من مرضى متلازمة واجر فوق سن 12 سنة)، وقد يكون لدى الإناث المصابات بمتلازمة واجر مبايض تلمة، مما قد يزيد من خطر الإصابة بسرطان الأرومة الغُدِّيَّة، وقد توجد أيضًا تشوهات في المهبل و/أو الرحم.

## روابط خارجية
- International WAGR Syndrome Association
- مدخل قاعدة بيانات ديسايفر لـمتلازمة واجر